# 도미나가촌 (이시카와현)
도미나가촌(富永村)은 이시카와현 하쿠이군에 설치되었던 촌이다.